# Gymnoscelis roseifascia
Gymnoscelis roseifascia là một loài bướm đêm trong họ Geometridae.